# Dom-João-de-Castro-Bank
Die Dom-João-de-Castro-Bank (portugiesisch Banco D. João de Castro) ist ein Unterwasservulkan bei den Azoren, 36 Seemeilen (67 km) von der Insel Terceira und 40 Seemeilen (74 km) von der Insel São Miguel entfernt. Der Vulkankegel erhebt sich etwa 1000 m über den Meeresgrund und hat eine geringste Tiefe von 6,7 Metern.
Sein ovaler Krater, dessen Grund bis zu 50 m unter dem Meeresspiegel liegt, misst in Nord-Süd-Richtung 300 und in Ost-West-Richtung 600 m. Es gibt hydrothermale Schlote in nur 20 m Tiefe, die Temperaturen von 121 °C erreichen. An mehreren Stellen steigt Gas auf, vor allem Kohlendioxid. Es stammt aus einer Magmakammer, die ein bis fünf Kilometer unter dem Meeresgrund liegt. Südöstlich des seichtesten Teils der Bank wurde in 200 m Tiefe ein zweites hydrothermales Feld gefunden.
Als der Vulkan 1720 ausbrach, waren seine Aschewolken bis São Miguel und Terceira zu sehen. Es entstand eine Insel mit einem Durchmesser von 1500 m, die aber bis 1722 wieder verschwunden war. Das Gebiet um die Dom-João-de-Castro-Bank ist aber bis heute seismisch aktiv. Am 27. Juni 1997 hatte hier ein schweres Erdbeben der Stärke 5,5, das auf São Miguel und den Inseln der zentralen Gruppe der Azoren zu spüren war, sein Epizentrum. Ihm folgte ein Schwarm von etwa 2000 Einzelbeben innerhalb eines Monats.
Benannt ist die Untiefe nach dem portugiesischen Seefahrer des 16. Jahrhunderts João de Castro.